# The Coast Patrol
The Coast Patrol è un film del 1926, diretto da Bud Barsky, con Fay Wray. 

## Trama
Valerie Yoske, la compagna del contrabbandiere Eric Marmont, cade in acqua durante la pratica dello sci nautico in una baia del Massachusetts: al salvataggio accorrono l'ufficiale della guardia costiera Dale Ripley, che si getta in mare da un biplano, e la giovane Beth, figlia adottiva del capitano Slocum, skipper in pensione che si occupa del faro della località marittima.
Desideroso di ingraziarsi i salvatori Marmont affitta per un mese l'imbarcazione del capitano Slocum, che tra l'altro ha il vantaggio di non dare nell'occhio durante i traffici illeciti, mentre Valerie cerca di saperne di più sull'identità e la missione di Dale Ripley, che in effetti è stato mandato sul posto proprio per indagare sul contrabbando. Marmont si spinge anche a sedurre l'inesperta Beth, affascinata da colui che le appare, in virtù del suo risiedere in un lussuoso hotel del posto, come un rappresentante del "bel mondo".
Dopo qualche indagine Ripley riesce a catturare, colti sul fatto, gli uomini alle dipendenze di Marmont, mentre quest'ultimo si dà alla fuga portando con sé Beth. È solo durante l'inseguimento in motoscafo attuato da Ripley verso la coppia fuggitiva che Beth guarisce dall'infatuazione rendendosi conto dell'effettiva occupazione di Marmont.
Il contrabbandiere, catturato ed ammanettato, decide di rischiare il tutto per tutto pur di non fronteggiare la prigione, e si getta in mare dallo scafo di Ripley che lo sta riportando a riva, e sparisce fra i flutti, mentre Beth fa ritorno dal padre.

## Distribuzione
Il film, uscito negli Stati Uniti il 19 giugno 1926, è un tipico esempio di cinema indipendente. Copie della pellicola sono conservate presso la Cineteca del Friuli di Gemona, l'UCLA Film and Television Archive di Los Angeles e la Biblioteca del Congresso di Washington.